# Lua Nua
Lua Nua é um texto de Maria de Lourdes Torres de Assunção, mais conhecida como Leilah Assumpção, que discute com cáustico humor os problemas de casais. Sua autora se destaca por compor figuras femininas densas, empregando esta ótica para flagrar os conflitos sociais e os jogos de poder.
O texto foi encenado pela atriz Elizabeth Savalla, em peça teatral dirigida por Odavlas Petti, em 1987.

## Sinopse
Um homem arma todo um teatro para tentar reconquistar a mulher, de quem se sente afastado, buscando recuperar o clima que havia entre eles nos primeiros tempos de casados. Ela, de início, prepara-se para traí-lo com alguém que lhe escreve cartas de amor e parece capaz de dar-lhe as sensações amorosas que a rotina do casamento e o aparente desinteresse do marido não mais lhe oferecem. Sua traição é estimulada pela empregada, que leva e traz recados, e a instiga ao encontro amoroso clandestino. A situação de desgosto e quase ruptura matrimonial se resolve quando ela descobre, afinal, o verdadeiro autor das cartas.